# Amanda Filipacchi
Amanda Filipacchi (nacida en 1967) es una escritora estadounidense conocida por sus originales novelas de humor y enredos sociales. Su obra ha sido traducida a 13 idiomas y ha conseguido renombre en Estados Unidos, así como en el resto del mundo. 

## Carrera profesional
Filipacchi empezó a escribir a la edad de 13 años. Estudió en Hamilton College, de donde se graduó anticipadamente con un BA (Bachelor of Arts) en narrativa de ficción.
En 1990, Filipacchi se matriculó en el programa MFA (Master of Fine Arts) de narrativa de ficción de la Universidad de Columbia. Poco después de matricularse, empezó a escribir su novela Nude Men, que le serviría de tesis para el programa. Curso estudios con Alice Quinn, la editora de ficción y poesía de la revista The New Yorker. Impresionada por la novela de Filipacchi, Quinn pregunto si tenía contratado algún agente literario y se ofreció a contactar con Melanie Jackson. En 1992, cuando Filipacchi tenía 24 años y antes de graduarse, Jackson vendió Nude Men a Nan Graham de la casa editorial Viking Press. La novela fue traducida a 13 idiomas y la crítica, tanto en Estados Unidos como en el extranjero, fue casi unánime en su buena acogida. Nude Men fue incluida en una antología titulada El Mejor Humor Americano de 1994 (publicado por Simon & Schuster en 1994).
La segunda y tercera novelas de Filipacchi, Vapor (1999) y Love Creeps (2005) también fueron bien acogidas por la crítica, siendo traducidas a varios idiomas.
Sus novelas han sido recibidas positivamente no solo por los medios de comunicación, sino también por varios escritores conocidos, como Bret Easton Ellis, Tama Janowitz, Edmund White, Dale Peck, Alain de Botton, Kathryn Harrison y el director de cine francés, Louis Malle.
Los críticos han descrito la obra de Filipacchi como de ‘humor desenfadado’. A la escritora la han calificado de ‘un talento post-feminista de prodigio’. El diario The New York Times la trato de ‘surrealista entranable’. Su trabajo ha sido comparado con el de John Irving, Vladimir Nabokov, Muriel Spark, John Fante, Angela Carter, Lewis Carroll, Woody Allen, and Ann Beattie. El semanario The Village Voice declaró a Love Creeps entre sus 25 libros favoritos del año.
En 2004 y tras la traducción de la novela Love Creeps al neerlandés, Filipacchi fue invitada a ser la única representante estadounidense en el festival literario de Saint Amour, un evento que incluye visitas a 10 ciudades de Bélgica (donde Nude Men fue número uno en ventas) y tiene lugar el Día de San Valentín.

## Biografía
Filipacchi nació en París, Francia, y cursó estudios en Francia y Estados Unidos. Desde la edad de 17 años vive en la ciudad de Nueva York. Tiene un diploma MFA (Master of Fine Arts) en narrativa de ficción por la Universidad de la Columbia University.
Actualmente reside en la ciudad de Nueva York.